# Tòa thị chính, Kraków
Tòa thị chính ở Kraków, Ba Lan (tiếng Ba Lan: Wieża ratuszowa w Krakowie) là một trong những tâm điểm chính của Quảng trường chính ở quận Old Town của Kraków.
Tháp là phần duy nhất còn lại của Tòa thị chính Kraków cũ (Ratusz, xem tranh, bên dưới) bị phá hủy vào năm 1820 như một phần của kế hoạch thành phố để xây dựng Quảng trường chính. Hầm của nó từng là một nhà tù thành phố với phòng tra tấn thời trung cổ.
Năm 1967, sau một công trình bảo tồn phức tạp để nhấn mạnh nguồn gốc tổ tiên gothic của nó, vật thể đã được trao cho Bảo tàng Lịch sử ở Cracow để quản lý nó.

## Lịch sử

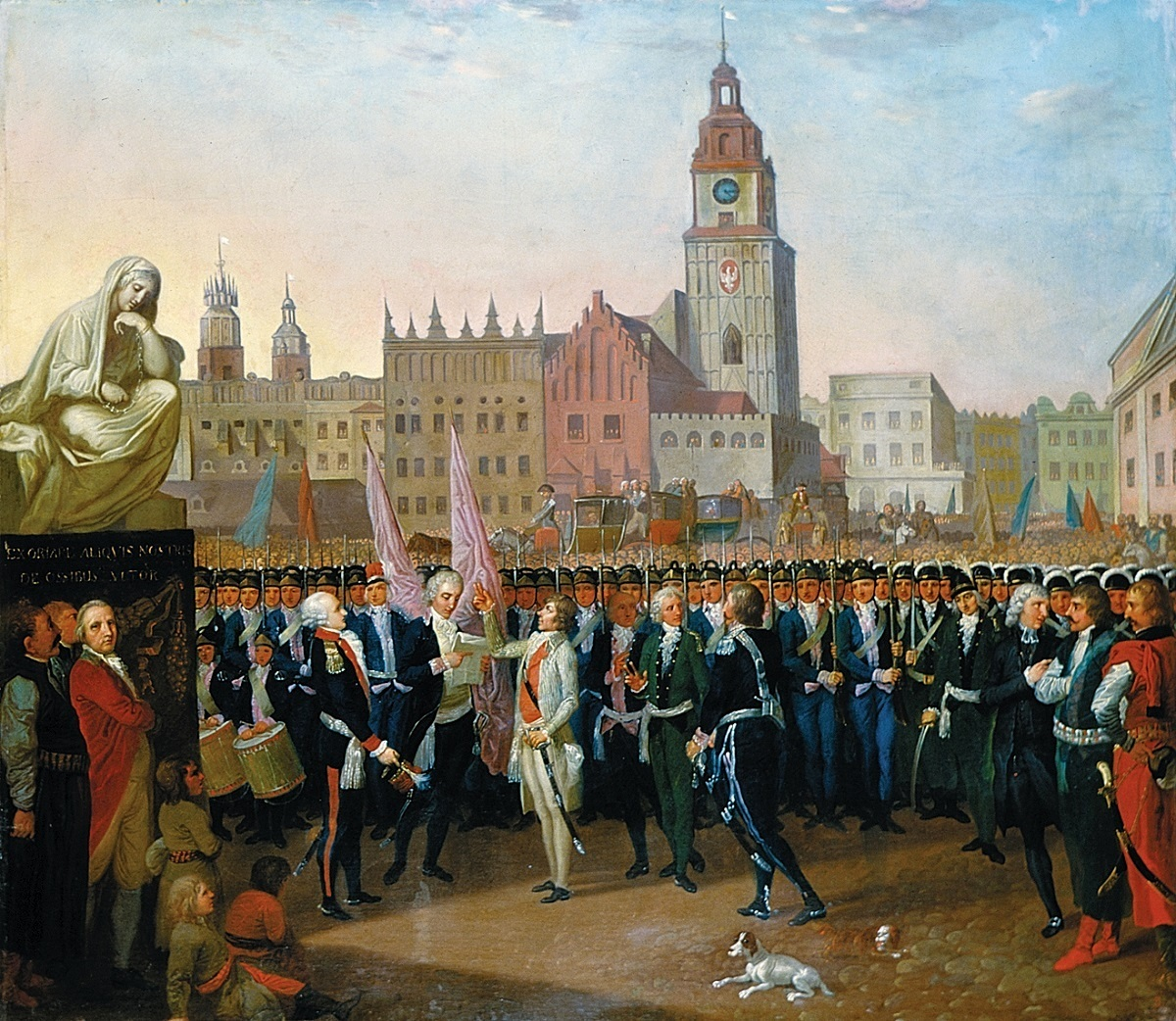
Tòa thị chính bằng gạch đỏ với pháo đài trắng vẫn còn trên bức tranh năm 1797 của Franciszek Smuglewicz

Được xây dựng bằng đá và gạch vào cuối thế kỷ 13, tòa tháp gothic khổng lồ của Tòa thị chính đầu cao 70 mét và tựa nghiêng chỉ 55 cm, kết quả của một cơn bão xảy ra năm 1703. Tầng trên cùng của tòa tháp với một tầng quan sát mở cửa cho du khách.

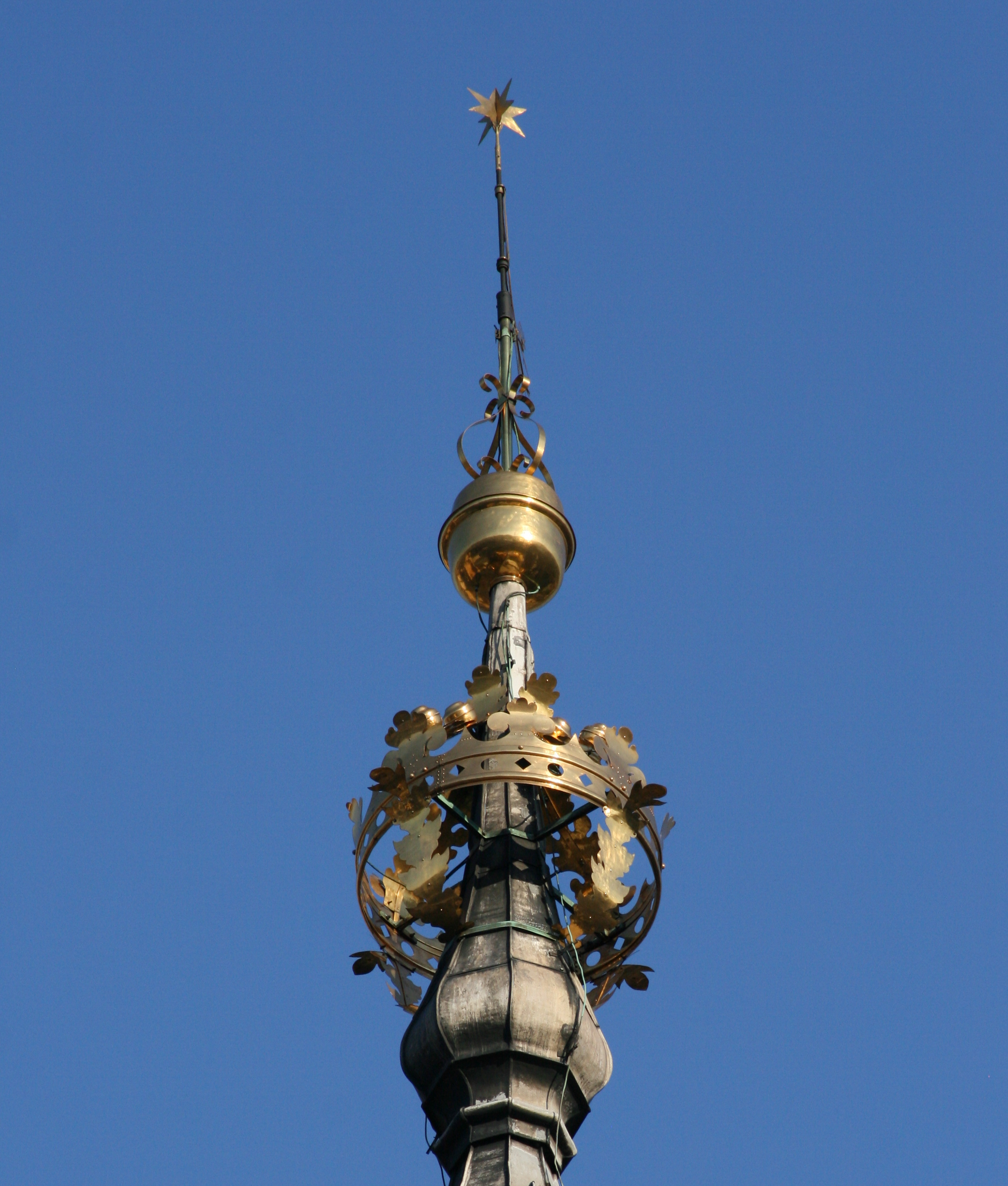
Chi tiết đỉnh

Chiếc mũ bảo hiểm theo phong cách gothic nguyên bản trang trí trong tòa tháp đã bị lửa thiêu rụi do sét đánh vào năm 1680. Việc xây dựng lại tòa tháp sau đó diễn ra trong khoảng từ 1683 đến 1686. Công trình được chỉ đạo bởi kiến trúc sư hoàng gia Piotr Beber, người đã thiết kế chiếc mũ bảo hiểm Baroque mới và hoành tráng, chỉ tồn tại đến năm 1783. Vào thời điểm đó, chiếc mũ bảo hiểm bắt đầu vỡ vụn, và được thay thế bằng một cấu trúc nhỏ hơn (phải) được bảo trợ bởi Đức Tổng Giám mục Kajetan Sołtyk.
Lối vào tháp được bảo vệ bởi một cặp sư tử đá được chạm khắc vào đầu thế kỷ 19. Họ được đưa đến Kraków từ cung điện Cổ điển của gia đình Morstin ở Pławowice trong cuộc cải tạo trong các năm 1961-1965, trong đó các cửa sổ trên tầng hai của tòa tháp được xây dựng lại không chính xác bởi một nhân vật làm việc trong đài truyền hình địa phương, kiến trúc sư Wiktor Zin. Trên lối vào là cổng gothic nguyên bản với huy hiệu và biểu tượng của Ba Lan. Trong nhiều năm, tầng hầm bên dưới tòa tháp đã được sử dụng làm không gian biểu diễn được gọi là Sân khấu bên dưới Tòa thị chính của Teatr Ludowy nổi tiếng.
Tòa tháp đóng vai trò là một trong nhiều chi nhánh của Bảo tàng Lịch sử Thành phố Kraków với các vật dụng trưng bày vĩnh viễn về các bức ảnh của Triển lãm Quảng trường Chợ.

## Tòa thị chính ngày hôm nay
Tòa thị chính ngày nay là một trong những tâm điểm trên Quảng trường chính Krakow.
Từ tầng cao nhất, du khách có thể chiêm ngưỡng toàn cảnh tuyệt vời của Krakow. Ngoài ra, ở giữa boong tàu, có một bộ khung máy móc trong chiếc đồng hồ cũ mà du khách có cơ hội kiểm tra từ bên trong. Cơ chế của đồng hồ được điều khiển bởi sóng vô tuyến nhận tín hiệu từ máy phát ở Mainfligen, mang lại cho nó độ chính xác của tiêu chuẩn thời gian nguyên tử. Trong trường hợp mất điện, đồng hồ sẽ dừng và tự động trở về thời gian chính xác khi bật lại nguồn. Ngoài ra, đồng hồ tự đặt thời gian thay đổi theo thời gian tiết kiệm ánh sáng ban ngày.